# ボギー THE GREAT
『ボギー THE GREAT』（ボギー ザ グレイト）は、宮下あきらによる日本の漫画。『週刊少年ジャンプ』（集英社）において、1983年52号から1984年30号まで連載された。単行本は全4巻。

## 概要
『激!!極虎一家』終了を経て連載開始。宮下の父が警視庁の刑事であったため、以前から構想はあったと述べている。内容はハードボイルドかつ人情コメディの「刑事もの」となっており、ミステリー要素のあるエピソードもある。しかし、読者アンケートの結果、思ったより人気は得られず全4巻で終了となった。
最終掲載となった本誌30号には「第1部完」と記述されていたが、「第2部」が始まることはなかった（事実上の打ち切り）。
後述する通り、主人公のボギーは『極!!男塾』で本編最終回後の様子が描かれている。

## あらすじ
大岸宗雄はW大学卒業後、2年の交番勤務を経て晴れて朱鷺町の花椿署刑事課に配属され前途洋々のはずだった。しかし、初通勤途中で鳩を捕まえて喰らう浮浪者風の男と出会う。あまりの奇行に激怒し職務質問する大岸だが、男は警察手帳を見せると逃げてしまった。
署に到着後、取調室で先ほどの男と再会する。大岸はてっきり男を容疑者と思い暴行的な尋問を行うが、実はその男こそが大岸とコンビを組む「ボギー」という人物だった。
かくしてボギーと大岸の名（迷？）コンビが誕生した。

## 登場人物

### 花椿警察署
ボギー
本名「花田 吾作」（はなだ ごさく）。花椿署の名物刑事。コルト・パイソンを愛用。1959年10月8日生まれ。身長185cm、体重90kg、胸囲120cm、靴のサイズ28cm。
鳩や犬を捕まえて焼いて食べようとするなど無茶苦茶な男。初登場時はまさにホームレスそのものであり、大岸に容疑者と間違えられて殴られたことがある（後に大岸はボギーに折檻をくらわされた）。その他、「聞き込み」と称し民家で勝手に食事を強奪する、年間365回も発砲する、素性を隠してアルバイトをする（しかも有料で本物の拳銃を撃たせるというもの）など素行はお世辞にも刑事とは程遠いが、熱い正義感は持ち合わせており、大岸と共に事件を解決していく。大岸には頻繁に暴力を振るうものの、彼が殺し屋に深手を負わされた際には逆上するなど仲間思いな一面もある。生立ちは孤児だったという暗い過去を持つが、それを感じさせないパワーを持つ。
体力も人間離れしており、鉄格子を捻じ曲げるほどの怪力を有するほか、足で拳銃を撃ったことすらある。
人間としてはルーズそのもので、給料日前は定食屋で飼われていた金魚を食い殺して糊口をしのいでいた程に万年金欠。大家からは「日本中の貧乏神が束になって取りついているようなヤツ」とまで評されていた。他に犬やお化けが苦手だったり、病的な高所恐怖症だったり、美女に弱かったりする。
第一部最終回でハイジャック事件を解決するが、高度一千メートルの機上からパラシュートも着けず宙に身を躍らせて以後は消息不明。
その後『極!!男塾』にて登場し、上記の経緯後が描かれている。剣獅子丸ら「暁組」と行動を共にし、地球への帰還を目指す。
大岸 宗雄（おおぎし むねお）
W大学法学部を卒業した優秀な人物であるが、先輩であるボギーの無茶苦茶な行動には度々悩まされている。実家は資産家で父母は刑事になることは快くは思っていなかった。
捜査中にボギーの提案によって、女装させられたこともある。
大学卒業が昭和56(1981)年のため、特殊な事情が無い限り年齢的にはボギーより上の可能性が高い。
学生時代は剣道に打ち込み実績も残している。貴子という婚約者がいる。
後に『極!!男塾』にもかなり老けた姿で登場。瑪羅門一族の悪事を暴くべく潜入捜査を試みるも逆に洗脳され、記憶も失う。しかしボギーと数十年ぶりに再会し、彼の銃声を聞いて記憶を取り戻した。
堀田課長
ボギーと大岸の上司。ボギーの良き理解者であるが大岸同様その愚行には頭を抱えている。
一方でボギーを捨て駒にするような発言をした警視庁の高官をパイプ椅子で滅多打ちにするなど部下思いな一面も持っている。
アドルフ・フォン・アルフレッド号
第9話に登場した警察犬。ボギーにソックリな面構えをしている。警視総監賞を3回、刑事局長賞を5回授与された名犬で恐ろしいほど知能が高い。しかし煙草を吸う、婦人警官のスカートをめくる、「お手」と言われて糞をわざわざ触ってからお手しようとするなど非常に素行が悪い。ボギーのことを毛嫌いしていたが上からの命令で彼のアパートに住むことになり、次第に友情を深めていく。
しかし強盗に撃たれたボギーに拳銃を渡そうとして、その強盗に銃撃され瀕死の重傷を負う。アドルフの死期を悟ったボギーは介錯の引き金を引くことを決断し、アドルフも笑って応えその壮絶な犬生に幕を下ろした。
後に『極!!男塾』でボギーの愛犬として「アドルフ2号」なるソックリな犬が登場する。

### 犯罪者
七色仮面の銀次
第4話に登場。山手線を中心にスリを行うハコ師（乗り物内でスリを行う泥棒）で、警備の裏をかき警察手帳を盗むのが趣味。天才的な変装技術を持ち、誰も素顔を知らないことから七色仮面の異名を持つ。ただし尻に手のひら大のアザがあることが既に判明している。大岸の警察手帳を盗み出すものの、ボギーの挑発に乗りその姿を現し、ボギーの無茶苦茶な脅迫により正体がばれて逮捕された。
山口 京次（やまぐち きょうじ）
第6話に登場。3年前にボギーに強盗容疑で逮捕された男。出所後はボギーに復讐すべく、彼そっくりに変装し盗み取った拳銃で強盗を繰り返していた。しかし偽ボギーと間違われて追われていた本物のボギーと出くわしてしまい、ガンファイトに敗れあえなく御用となった。
大阪 敏夫（おおさか としお）
第7話に登場。前科三犯の連続婦女暴行犯。未決囚であり、ボギーと大岸が東京地裁に護送する任務を任せられる。
彼により自殺者まで出ているものの「勝手に自殺しただけや」と嘯くなど極めて自己中心的な人物であるが、そのことによりボギーの怒りを買い、復讐の恐怖を味わわされることになる。
ローラー族
第8話に登場。歩行者天国で大音量でロックンロールをかけるストリートダンサーの集団。しかしそれは表向きの姿で、実際は夜な夜な町でアベックを襲い金品を強奪していた盗賊集団である。おとり捜査を行っていたボギーと（女装させられていた）大岸を誤って闇討ちにし、刑事だと分かると池に沈めて始末しようとしたものの、縄を引き千切って脱走したボギーにボートの船底をぶち抜かれ全滅。全員がお縄に付き、ボギーのしょうもないダジャレによる制裁（重いローラーを轢かされる）を受けることになった。
謎の殺し屋
第10話にて初登場。口ひげを蓄えた外国人で、来日したヒルダン王国のアリ王子の命を狙うテロリスト。大使館を抜け出し日本で遊び回っていたアリ王子と、（王子であることを全く信じず金で釣られ）観光案内をしていたボギーを殺害しようと目論んだが、ボギーとのガンファイトに敗北し逃走する。
続く第11話ではボギーに復讐するため大岸を狙撃して重傷を負わせ、更にボギーをビルの屋上に誘い出して射殺しようと目論んだ。二日酔いで力が出せないのも幸いしボギーを追い詰めるも、跳弾が背中に命中して敗北。ボギーに現行犯逮捕された。
角田 銀造（かくだ ぎんぞう）
第11 - 12話に登場。関西系の神保連合会集英組代貸補佐を務める男性。マンションの一室で賭場を開き違法賭博を行っていた。
情婦の純子を使いボギーからガサ入れの情報を引き出しており、純子の正体を知り憤激したボギーに丸太で殴打され倒された。
純子（じゅんこ）
第11 - 12話に登場。表向きはコーヒーハウス「フジタ」のウエイトレスで、ボギーの憧れの女性。しかしその正体は角田の情婦であり、ボギーのことは手駒としか見ていなかった。角田が倒されたのを見てボギーを誘惑して見逃してもらおうとするも容赦なく足元に銃弾を撃ち込まれ、失禁するほど畏怖することになる。その後は角田共々逮捕されたものと思われる。
岩波 利休（いわなみ りきゅう）
第13 - 14話に登場。日本彫刻界にその地位を不動のものとしている彫刻家。72歳。ある巧妙なトリックを用いて美術評論家・藤波辰三を絞殺し、更に保身のために2名を始末した。ボギーと大岸によりその悪事が暴かれ服毒自殺を試みるがボギーの早撃ちに邪魔され、御用となった。
スピードキング
第15話に登場した轢き逃げ犯。夜中に飲酒運転を行い交通事故を起こした。愛車はフェラーリ・512BB。スピード狂であり、人ひとり轢き殺した罪の意識もなく、保身のためにボギーを轢殺しようとした外道。しかし父親を殺され泣きわめく被害者遺族の姿を思い出して奮起したボギーに肩口を打ち抜かれ、車ごと崖下に転落した。生死は不明。
新浦 角蔵（にうら かくぞう）
第16話に登場。5か月前に傷害事件を起こし東関東刑務所に収監されていた。シャバに遺した1億円を手にするために脱獄を計画し、潜入捜査していたボギーと共に懲罰房の鉄格子を破壊し脱走に成功する。その1億円は当時付き合っていた女子銀行員を騙して横領させ、更にその銀行員を殺して着服した物であり、ボギーを射殺して全額を独り占めしようとするものの、大岸に撃たれあっさり逮捕されてしまった。実はボギーの潜入捜査も、新浦の殺人容疑のウラを取るためのものだった。
MCL（マッド・キャッツ・レディース）
第18話に登場した不良女学生のチーム。万引きやカツアゲ、果てはポン引きまで行っていた。頭がボギーとの対決に敗れた後、配下のレディースも皆不起訴処分にする条件で更生させられ、解散した。
中井 政彦（なかい まさひこ）
第19話に登場。妻に1億5千万円の保険金をかけて車ごと渓流に飛び込み、逃げ延びた。学生時代水泳の名手だったこと、経営する会社が多大な損失を抱えていたことなどから警察からも疑惑がかけられる。ボギーは亡くなった妻によく似た女性をダシに彼を騙して自白させようと目論んだが、ボギー自身も予期せぬとあるアクシデントにより自ら妻を殺したことを自供し、ボギーと大岸に殺人容疑で逮捕された。
黒岩 十造（くろいわ じゅうぞう）
第20話に登場。与党の副幹事長を務める国会議員。狩猟が趣味で口が悪くすぐに他人を見下す狭量な男。ボギーと大岸に護衛任務を着かせるも、狩猟の際に保護動物である越後鹿を躊躇いなく撃ち殺し、更にボギーらに金を投げ渡して口封じを試みたことでボギーの怒りを買った。ボギーに猟犬を嗾けて抹殺を試みるがアッサリ失敗し、反黒岩派が差し向けた暗殺者三人組が捕縛された後にボギーに殴り倒され、保護動物密猟の罪でお縄となった。
柴田 大作（しばた たいさく）
第21話に登場。闇金融「サラリーローンパムコ」を営む中年男性。
15年前に当時現役だった堀田が追っていた強盗殺人事件の最有力被疑者（この頃からすでに前科あり）であり、会社もその時奪い取った300万円を元手に起業したもの。時効寸前まで逃げていたものの、ボギーに捕まえられ、半ば拷問のような訊問を受けて強殺事件の凶器のありかを吐いたことで漸く逮捕された。
隣のおじちゃん
第22 - 23話に登場。ケンちゃんの住む団地の隣の民家に住む男性。浮気した妻を絞め殺した所をケンちゃんに見られ、口封じのために命を狙う。ついにはケンちゃんの通う学校にまで上がり込み、ケンちゃんを屋上に追い込んで殺そうとするが、ケンちゃんの行方を捜していたボギーに肩口を打ち抜かれて逮捕された。
黒崎兄弟（くろさききょうだい）
第24 - 26話に登場。元暴力団極獣連合周英組幹部で、マムシの兄弟と呼ばれ恐れられていた一卵性双生児。右目に傷があるのが兄・武一（ぶいち）で、無いのが弟・武二（たけじ）。ありとあらゆる悪行を重ねつつも証拠を残さず完全犯罪を繰り返していた極悪人で、5年前にボギーに秘密裏に捕獲され、太平洋の無人島に置き去りにされていた。
5年間ボギーに対する恨みだけを糧に生き、筏を作って本土に帰り着くと機関銃とダイナマイトを奪い取り、後楽園球場に押し入って5万人の人質をタテに警視庁にボギーの引き渡しを要求する。時限爆弾を仕掛けボギーを嬲り殺しにしようと目論むが、堀田により弟・武二の居場所がバラされるとボギーに起爆スイッチを持った右腕ごと吹き飛ばされ、兄・武一もボギーに撃たれて捕縛された。
ハイジャック犯一味
第27 - 最終28話に掛けて登場。ボギーと大岸の乗った旅客機をハイジャックし10億円を強奪した犯行グループ。着陸させた那覇空港で現金を強奪し、ボギーと大岸を空港に突き落とすも、主翼に捕まっていたボギーに乗り込まれ、高度1000mからパラシュートで逃走（あらかじめ手配しておいた仲間の船に飛び乗る）を試みるも、パラシュート無しの降下を行ったボギーに全員のパラシュートを打ち抜かれ、海面に激突して全員死亡した。その後、海に突き落とした10億円も警察により全額回収された。

### その他
アリ王子
第10話に登場。ヒルダン王国の王子。大使館を抜け出して勝手に観光していた所でボギーと出会い、札束をちらつかせて彼をガイド代わりにこき使う。ワガママでグウタラなロクデナシだったが、ボギーに殺し屋から助けられたことで改心し、見違えるほど立派な少年になった。なお、別れ際にボギーに褒美として指輪を渡しているものの、王子であることを全く信じていなかったボギーに投げ捨てられた（後にボギーはそのことを知り動物園を奔走している）。
貴子（たかこ）
第17話に登場。大岸の恋人で婚約者。大岸の身を案じ、刑事の仕事を不安視している。
中井 直子（なかい なおこ）
第19話に登場。夫・政彦に多額の保険金を掛けられて殺害された女性。ボギーは彼女によく似た女性を雇って政彦の犯罪を自供させようと目論むも、なんと本物の直子の霊が現れることになる（ボギーが雇った替え玉は急に腹痛を起こし自供作戦には来られなかったが因果関係は不明）。
ケンちゃん
第22 - 23話に登場。羽の生えた帽子を被っている小学3年生。いわゆる鍵っ子で、いつも嘘ばかりついている悪ガキ。偶然隣家に住む男性が妻を殺しているのを目撃するが、普段の素行が悪いため誰にも信じてもらえず、命を狙われることになる。犯人に屋上から突き落とされそうになったところでボギーに助けられ、改心する。